# Akaselem jezik
Akaselem jezik (akasele, cemba, chamba, kamba, kasele, tchamba; ISO 639-3: aks), jedan od dva ntcham jezika, šire skupine Gurma, kojim govori 47 500 ljudi (2002 SIL) istočno od Sokodé, drugog po veličini grada u Togou. 
U upotrebi su i tem [kdh] ili francuski [fra].

## Vanjske poveznice
- Ethnologue (14th)
- Ethnologue (15th)